# Astronesthes lupina
Astronesthes lupina är en fiskart som beskrevs av Whitley, 1941. Astronesthes lupina ingår i släktet Astronesthes och familjen Stomiidae. Inga underarter finns listade.